# Aurélien Bernier
Pour les articles homonymes, voir Bernier.
Aurélien Bernier, né le 15 juin 1974 à Orléans, est un auteur et militant français, spécialiste des politiques environnementales et se réclamant du courant de la démondialisation.

## Biographie
Militant de l'association Attac, proche de Bernard Cassen et Jacques Nikonoff, Aurélien Bernier a été élu au Conseil d'Administration d'Attac France en juin 2006, puis réélu en décembre 2006 après l'annulation du scrutin. Il démissionne de l'association en novembre 2007 pour participer à la création du Mouvement politique d'éducation populaire (M'PEP) en mai 2008 (qui deviendra en 2013 Mouvement politique d'émancipation populaire).
En parallèle, il entre au Conseil d'administration de l'association Inf'OGM en juin 2006. Il est secrétaire de juin 2006 à avril 2008, puis président d'avril 2008 à avril 2010.
Dans la presse écrite, il collabore au Monde Diplomatique, à L'Humanité Dimanche et au Sarkophage, le journal créé par Paul Ariès. Sur Internet, il publie régulièrement dans Le Grand Soir.

### Écologie radicale
Aurélien Bernier a écrit deux livres pour Attac : un essai intitulé Les OGM en guerre contre la société (éditions Mille et une nuits, 2005) et le recueil de nouvelles Transgénial ! (éditions Mille et une nuits, 2006) coécrit avec son ami Michel Gicquel.
En août 2008, il publie son premier ouvrage sous son nom, Le Climat, otage de la finance (éditions Mille et une nuits, 2008) qui dénonce la mise en place des marchés de "droits à polluer" dans le cadre du protocole de Kyoto.
Deux ans plus tard, il publie avec Michel Marchand le premier livre du M'PEP, intitulé Ne soyons pas des écologistes benêts, (éditions Mille et une nuits, 2010) qui défend l'idée d'un protectionnisme écologique et social.
Dans Désobéissons à l'Union européenne ! (éditions Mille et une nuits,  2011), il critique la construction européenne et considère que la mise en place d'une véritable politique de gauche nécessite de sortir de l'ordre juridique communautaire. En 2012, l'idée d'une "désobéissance européenne" est reprise dans le programme du Front de gauche pour les élections présidentielles et législatives.
En mai 2011, paraît un nouveau recueil de nouvelles qu'il a coordonné : Les Mondes d'après (éditions Golias, 2011), avec Paul Ariès, Frédéric Denhez, Michel Gicquel, Jérôme Leroy, Corinne Morel Darleux, Jacques Testart, Fred Vargas et Maxime Vivas.
En juin 2012, il publie Comment la mondialisation a tué l'écologie (éditions Mille et une nuits). Cet ouvrage propose une relecture de l'histoire de l'écologie politique croisée avec l'histoire de la mondialisation néolibérale. Aurélien Bernier y défend l'idée que les revendications écologistes ont dès le départ été récupérées par les classes dirigeantes pour les neutraliser et pour imposer le libre-échange. Pour lui, le développement durable est pensé dès l'origine comme l'adaptation des politiques environnementales au tournant de l'"ultralibéralisme" des années 1980. Il propose de redécouvrir un texte fondateur de l'écologie politique, la déclaration de Cocoyoc, écrite en 1974 dans le cadre des Nations unies. Selon lui, la déclaration de Cocoyoc rejoint la réflexion sur la démondialisation portée notamment par Bernard Cassen, Jacques Sapir et Walden Bello.

### Pour une démondialisation de gauche
Aurélien Bernier analyse la crise sociale et environnementale comme une conséquence du capitalisme et du libre-échange. Il s'oppose à la fois au "localisme" ("faire croire que la planète sera sauvée par les actions de proximité qui, aussi intéressantes soient-elles, ne risquent pas de remettre en cause l’ordre économique") et au "mondialisme" ("enterrer les ruptures en les renvoyant à un niveau mondial"), il propose de réhabiliter l'État comme garant de l'intérêt général.
Concrètement, il appelle à sortir de l'Organisation mondiale du commerce, à restaurer la primauté du droit national sur le droit européen (ce qu'il nomme la "désobéissance européenne") et à mettre en œuvre un protectionnisme écologique et social au niveau national.

### Soutien critique de la gauche radicale
En désaccord avec la stratégie du M'PEP, il quitte ce mouvement fin 2012.
Début 2014, il publie aux éditions du Seuil un nouvel essai, La gauche radicale et ses tabous, sous-titré Pourquoi le Front de gauche échoue face au Front national. En retraçant les idées, les discours et les événements politiques des années 1980 aux années 2010, il estime que les difficultés électorales de la gauche radicale proviennent d'un manque de clarté sur trois sujets clés : le libre échange, la construction européenne et la souveraineté nationale.

## Ouvrages
- Les OGM en guerre contre la société, éditions Mille et une nuits, 2005.
- Transgénial ! (nouvelles), éditions Mille et une nuits, 2006.
- Le climat, otage de la finance, éditions Mille et une nuits, 2008.
- Ne soyons pas des écologistes benêts, éditions Mille et une nuits, 2010.
- Désobéissons à l'Union européenne !, éditions Mille et une nuits, 2011.
- Les Mondes d'après (nouvelles), éditions Golias, 2011.
- Comment la mondialisation a tué l'écologie, éditions Mille et une nuits, 2012.
- La gauche radicale et ses tabous, Pourquoi le Front de gauche échoue face au Front national, édition du Seuil, 2 janvier 2014.
- La démondialisation ou le chaos (essai), éditions Utopia, le 18 octobre 2016.
- Les voleurs d'énergie. Accaparement et privatisation de l'électricité, du gaz, du pétrole, éditions Utopia, 2018
- L'illusion localiste, éditions Utopia, 2020
- L’énergie hors de prix. Les dessous de la crise. Éditions de l’Atelier, 2023